# Гута-Віскіцька
Гута-Віскіцька (пол. Huta Wiskicka) — село в Польщі, у гміні Жґув Лодзький-Східного повіту Лодзинського воєводства.
Населення — 209 осіб (2011).

## Демографія
Демографічна структура станом на 31 березня 2011 року:
|          | Загалом | Допрацездатний вік | Працездатний вік | Постпрацездатний вік |
| -------- | ------- | ------------------ | ---------------- | -------------------- |
| Чоловіки | 109     | 33                 | 64               | 12                   |
| Жінки    | 100     | 19                 | 55               | 26                   |
| Разом    | 209     | 52                 | 119              | 38                   |